# AMX-10 RC
El AMX-10 RC es un cazacarros sobre ruedas construido por GIAT entre los años 1976 y 1994. El AMX-10 RC es una versión del vehículo de combate AMX-10P, pero fuertemente armado. El AMX-10 RC no debe ser confundido con el AMX-10P, ambos comparten componentes de automoción, pero poseen roles y asignaciones completamente diferentes en el campo de batalla. El AMX-10 RC es anfibio y posee una enorme movilidad. Por lo general se utiliza para misiones de reconocimiento en ambientes peligrosos, o para fuego de apoyo a la infantería.

## Historia

Diagrama del AMX-10 RC

El AMX 10 RC es un blindado de reconocimiento (reconocer y responder en caso de ataque) construido por Giat Industries hoy Nexter. Fue producido en los talleres de GIAT (entonces Centro de Industrias de Ruán, una filial de la GIAT) a finales de 1970. El proyecto se inició en 1970 y la producción en serie comenzó en 1976. 
El AMX 10 RC se consigna como vehículo de regimientos de Caballería Blindada de las divisiones de infantería en 1980, y en el reconocimiento de los regimientos del cuerpo. En su producción, unas 337 unidades habían sido entregados a las brigadas blindadas de Francia; y actualmente, 108 de estos están en servicio en las Fuerzas Armadas Reales de Marruecos y 12 en Catar. En 2010, 256 AMX-10 RCR fueron entregados al Ejército de Francia.
En servicio en el ejército francés desde 1980, reemplaza al VAB (vehículo blindado de reconocimiento) en los regimientos de caballería ligera. Con éste se pretendía llevar a cabo misiones de inteligencia, seguridad e investigación inicialmente, pero sus labores se ampliarían, dadas sus espectaculares capacidades. Es capaz de combatir en ambientes contaminados y fue hecho para ser totalmente operativo en misiones anfíbias. Desde la década de 1990, un cambio para facilidad de mantenimiento suprime las áreas de soldaduras especiales, lleva a la supresión de sus componentes "anfibios", y hechas efectivas con el desmantelamiento de la tira de barrera frente al glacis frontal. 
Los últimos en ser entregados fueron una serie de 12 blindados en 1994 para el Ejército del Emirato de Catar. El vehículo se encuentra bajo actualización, siendo unos 256 ejemplares los existentes en el inventario del Ejército francés, los cuales están siendo repotenciados y reformados al estándar AMX-10 RCR (renovado). La actualización en cuanto a la motorización y la movilidad del vehículo la lleva a cabo la empresa ETAMAT GIEN y la integración de los subsistemas y la torreta es hecha por los talleres de Nexter en Ruan.

## Diseño y características

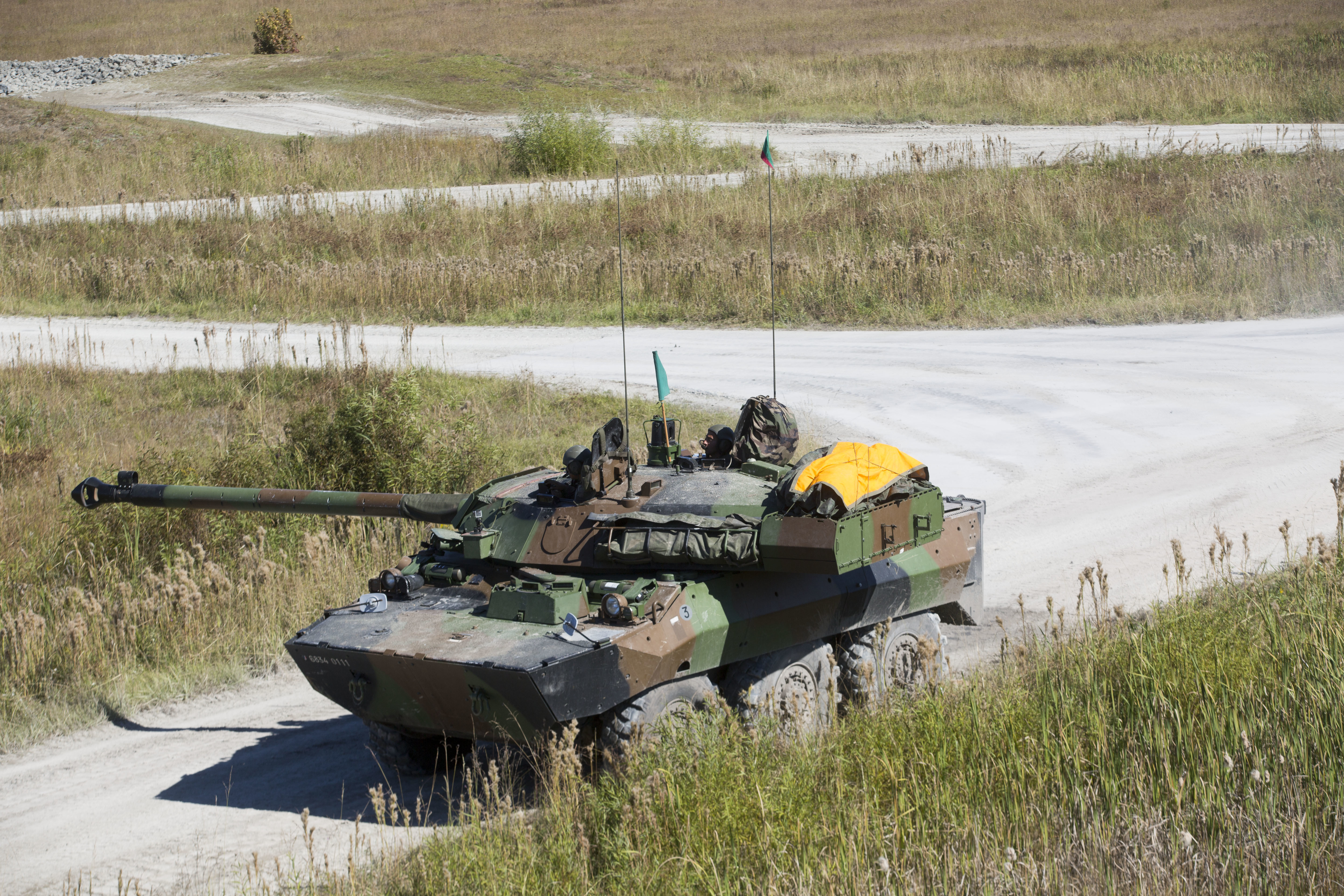
Un AMX-10 RC francés en 2017.

Los trabajos iniciales en el AMX-10 RC comenzaron en 1970, la producción comenzó en 1976 y el primer vehículo fue entregado en 1981 al 2.º Regimiento de Húsares en Sourdun. El vehículo cuenta con un potente cañón de 105 mm montado en una torreta de aluminio soldado. Tres de los miembros de la tripulación se encuentra en la torreta, mientras que el conductor se sienta en la parte frontal del casco. 
El AMX-10RC ha sido receptor de numerosas mejoras a lo largo de su vida operativa, sobre todo tras su participación en la guerra del Golfo de 1991 recibió mejoras en el blindaje y en los sistemas de misiles antitanque. El AMX-10 RC también ha sido equipado con protección NBC para que pueda llevar a cabo misiones de reconocimiento en un ambiente radiactivo. Este vehículo ya no está en producción. 

### Armamento / torreta

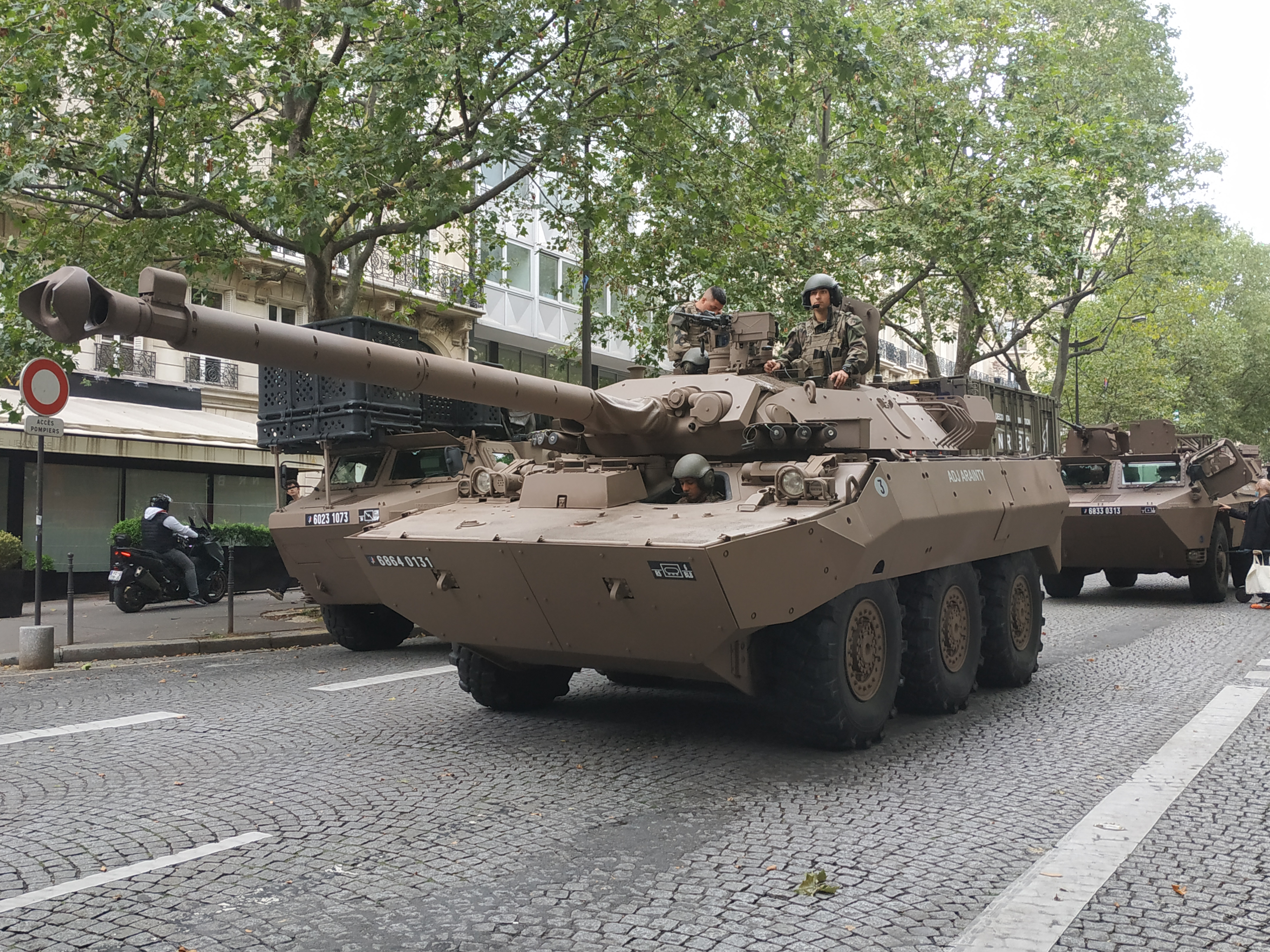
Un AMX 10 RCR del ejército francés después del Desfile del Día de la Bastilla (14 de julio de 2021)

- Un cañón de 105 mm que puede destruir cualquier vehículo blindado situado a una distancia de 2.000 m. El arma puede disparar proyectiles explosivos (EO), de carga hueca (OCC), o en flecha (AAF). Transporta 38 proyectiles.
- Porta dos ametralladoras de 7,62 mm y en su renovación aumentó de 4 a 8 el número de lanzagranadas de humo en la torreta, cambiando los lanzadores, que se mueven de la parte trasera a la parte delantera de la torreta.
- Aparte, la cesta de la torreta se sustituye por dos "puertas-bolsas" laterales para cajas de embalaje y sitio para municiones.
- El vehículo también está equipado con el Sistema de Información de la versión 1 (V1 SIT) como parte de la Red de digitalización del campo de batalla.
- Un sistema de control de disparo (COTAC) con telémetro láser.
- La torreta es girada hidráulicamente mediante una bomba accionada por un motor eléctrico alimentado por el generador (alternador) la cadena cinemática (motor, embrague, caja de cambios) y/o baterías. La presión de funcionamiento es de 90 bares y 120 bares.

### Chasis
Su casco es resistente al agua, y está fabricado en aluminio. Su suspensión es de tipo "Boogie", la cual está adjunta a sus conjuntos de rodaje, de seis ruedas independientes, las cuales van montadas sobre un sistema de suspensión hidroneumática el cual es capaz de regular su distancia al suelo (IVS). La separación al suelo es ajustable y se puede regular hasta en cuatro posiciones.

### Tripulación

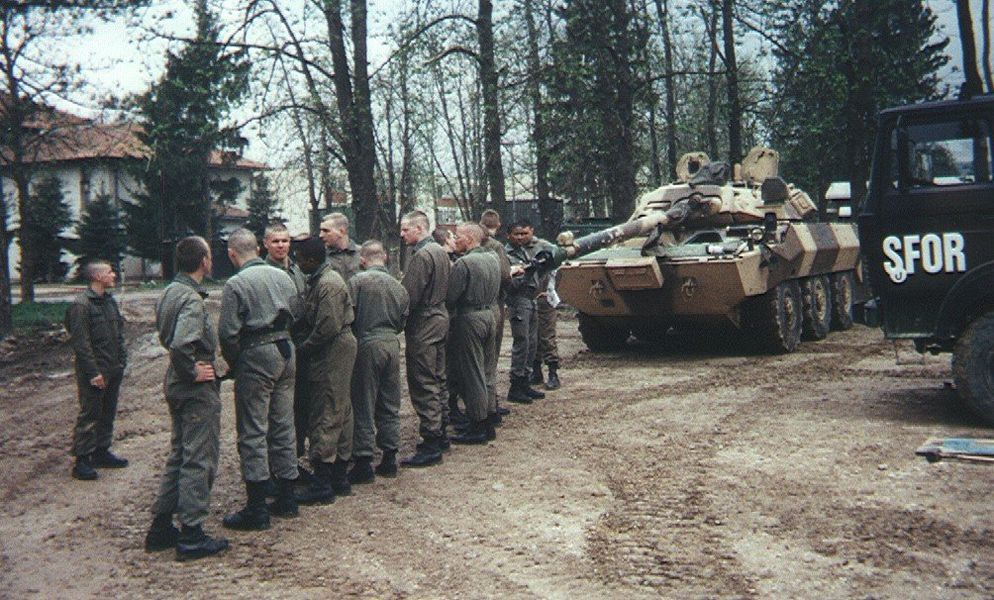
Limpieza del cañón de un AMX-10 RC en Rajlovac, Sarajevo, 1997.

Su tripulación se compone de cuatro personas:
1. Conductor (compartimento delantero del vehículo)
2. Artillero (torreta)
3. Cargador (torreta)
4. Comandante (torreta)

## Actualización
La renovación en el chasis incluye:
- La mejora en la fiabilidad de la tracción, mediante la adición de una caja de cambios con un sistema de control electro-neumático, controlado electrónicamente por un microprocesador (MPAC)
- Dirección electro-hidro-neumática de suspensión y elevación sobre la tierra,
- La instalación de un puntero láser e infrarrojo.
- Instalación de dos baterías adicionales.
- Instalación de una antena GPS en la parte trasera izquierda para una fácil navegación de la tripulación y que el personal pueda conocer la posición del vehículo en tiempo real para la exploración sobre el entorno de batalla.
- Un programa hecho para mejorar su grado de blindaje, mediante la adición de planchas de blindaje adicionales; se han hecho en la mayoría de dichos tanques, siendo realizado mediante la adición de láminas de acero templado. Dichas unidades son fácilmente reconocibles por la forma biselada que le dan a los AMX-10 RC.

## Misiones

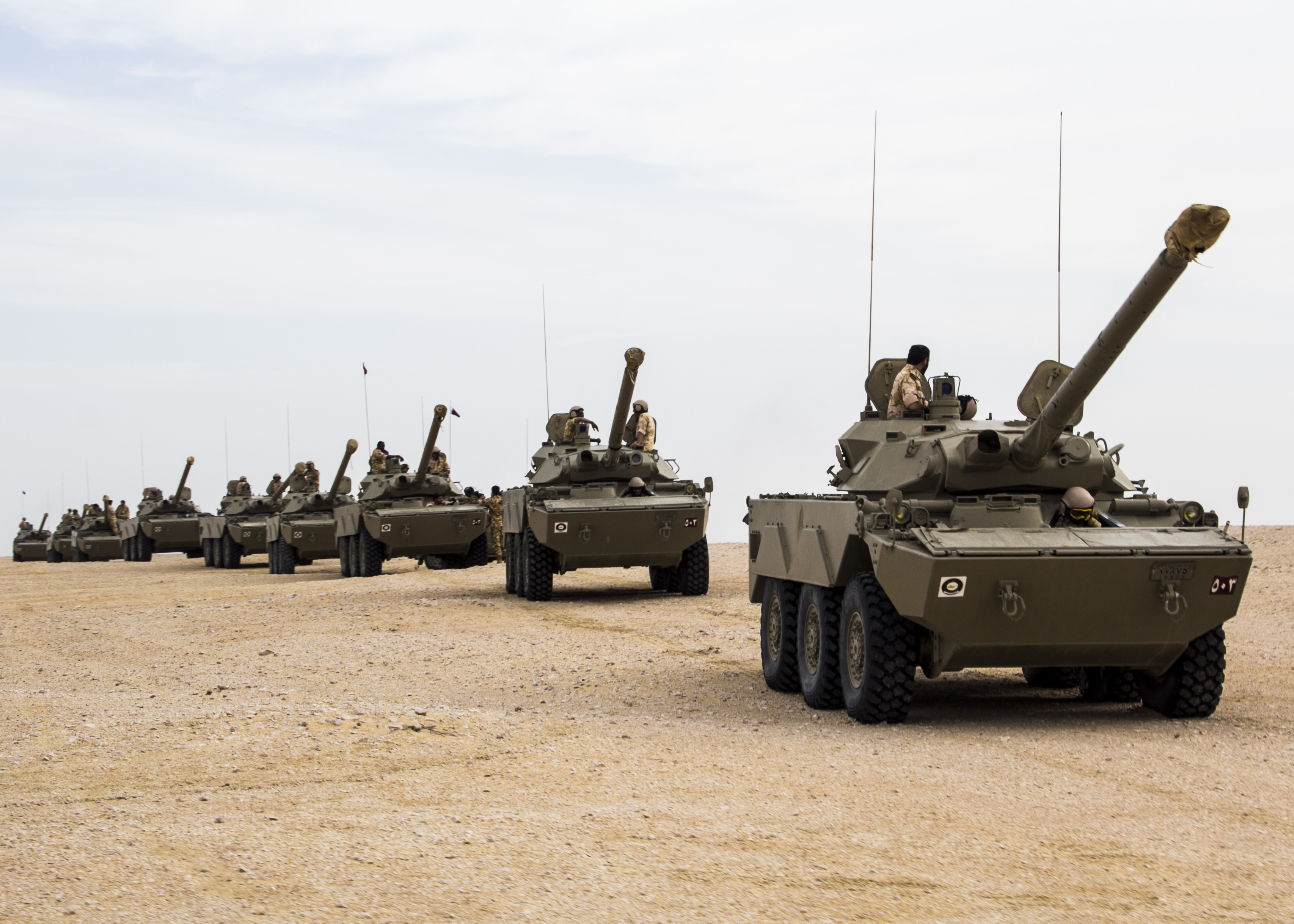
Columna de AMX-10 RC del Ejército catarí en el desierto durante ejercicios multinacionales de armas combinadas, 2013.

- Reconocimiento blindado
- Apoyo a blindados
- Flanqueo del cuerpo principal

## Variantes
En la actualidad y durante su tiempo de producción, el AMX-10 RC sólo tuvo tres tipos:
- AMX-10 RC sans surblindage,[3]
- AMX-10 RC avec surblindage[4] y
- AMX-10 RCR revalorisé.[5]

## Historial de combate

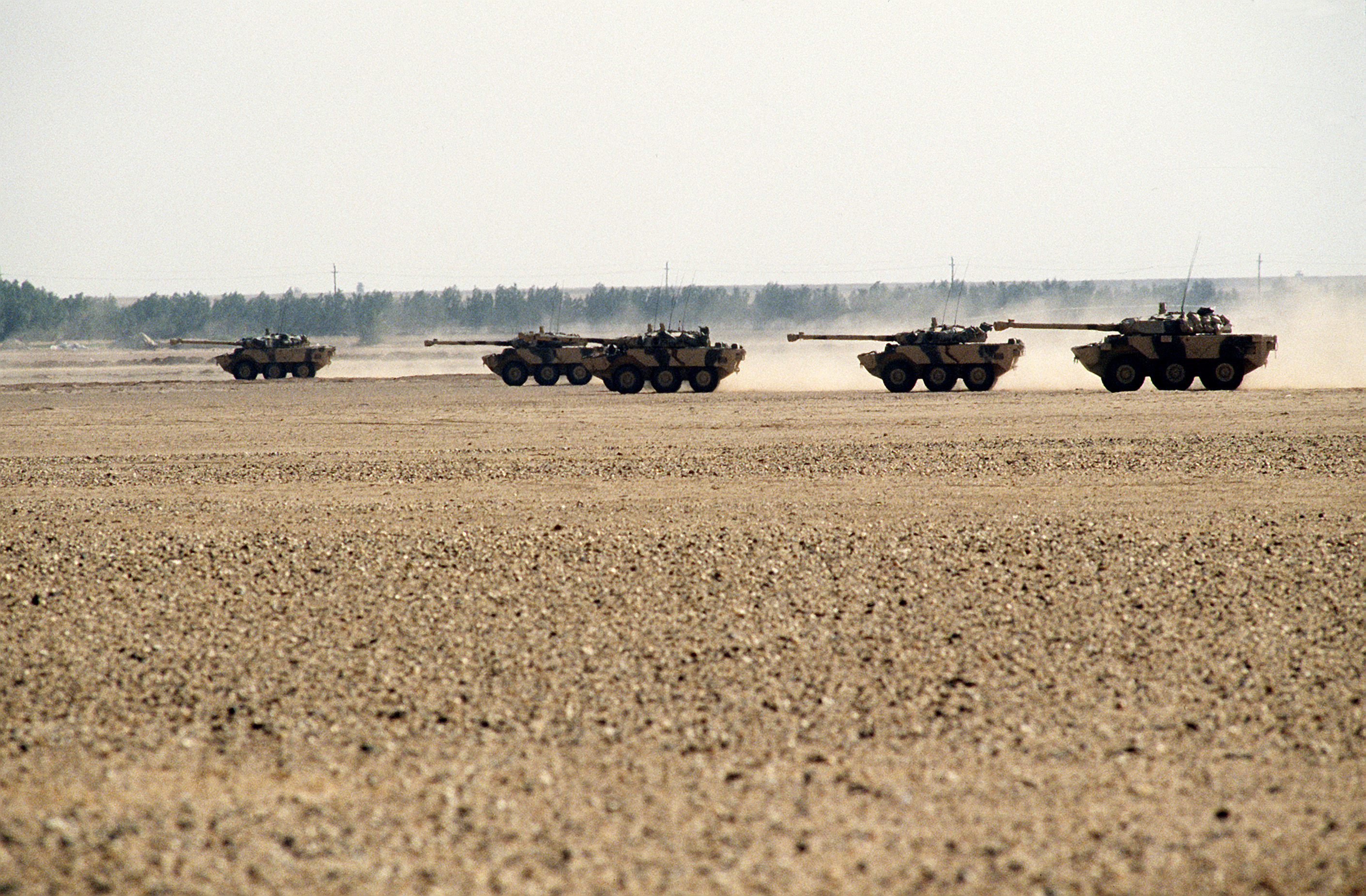
AMX-10 RC de la división Daguet durante la Operación Escudo del Desierto.

El AMX-10 RC del ejército francés se ha desplegado en muchos teatros de operaciones desde que se introdujo, incluida la primera guerra del Golfo, la Guerra de Afganistán, en Malí, Kosovo y Costa de Marfil.
Durante la invasión rusa de Ucrania, Francia donó cazacarros AMX-10 RC a Ucrania y estos entraron en acción en la contraofensiva ucraniana de 2023. Se prometieron por primera vez en enero de 2023 y entraron en servicio en Ucrania cuatro meses después. Aunque son buenos para apoyar el fuego, su ligero blindaje los hizo inadecuados para ataques de primera línea, con fragmentos de proyectiles de artillería de 152 mm que explotaron cerca y perforaron el blindaje, causando que la munición almacenada explotara, destruyendo el vehículo y matando a la tripulación de cuatro. Los expertos militares franceses habían advertido que el AMX-10 RC era útil en las brigadas de fuego o para aprovechar las brechas en la línea del frente, pero no estaba diseñado para hacer frente al armamento antitanque moderno. El vehículo se ha desplegado en la 3.7ª Brigada de Infantería de Marina (Ucrania).
Las tripulaciones ucranianas se sometieron a un mes de capacitación en Francia para aprender a operar el vehículo. Los vehículos también pueden tener problemas con sus cajas de cambios si se utilizan durante períodos prolongados en carreteras duras. Según Oryx, al 10 de julio de 2023, se perdieron cuatro unidades, de las cuales una fue destruida y dos fueron abandonadas por las fuerzas ucranianas y una unidad fue capturada por las fuerzas rusas.

## Usuarios

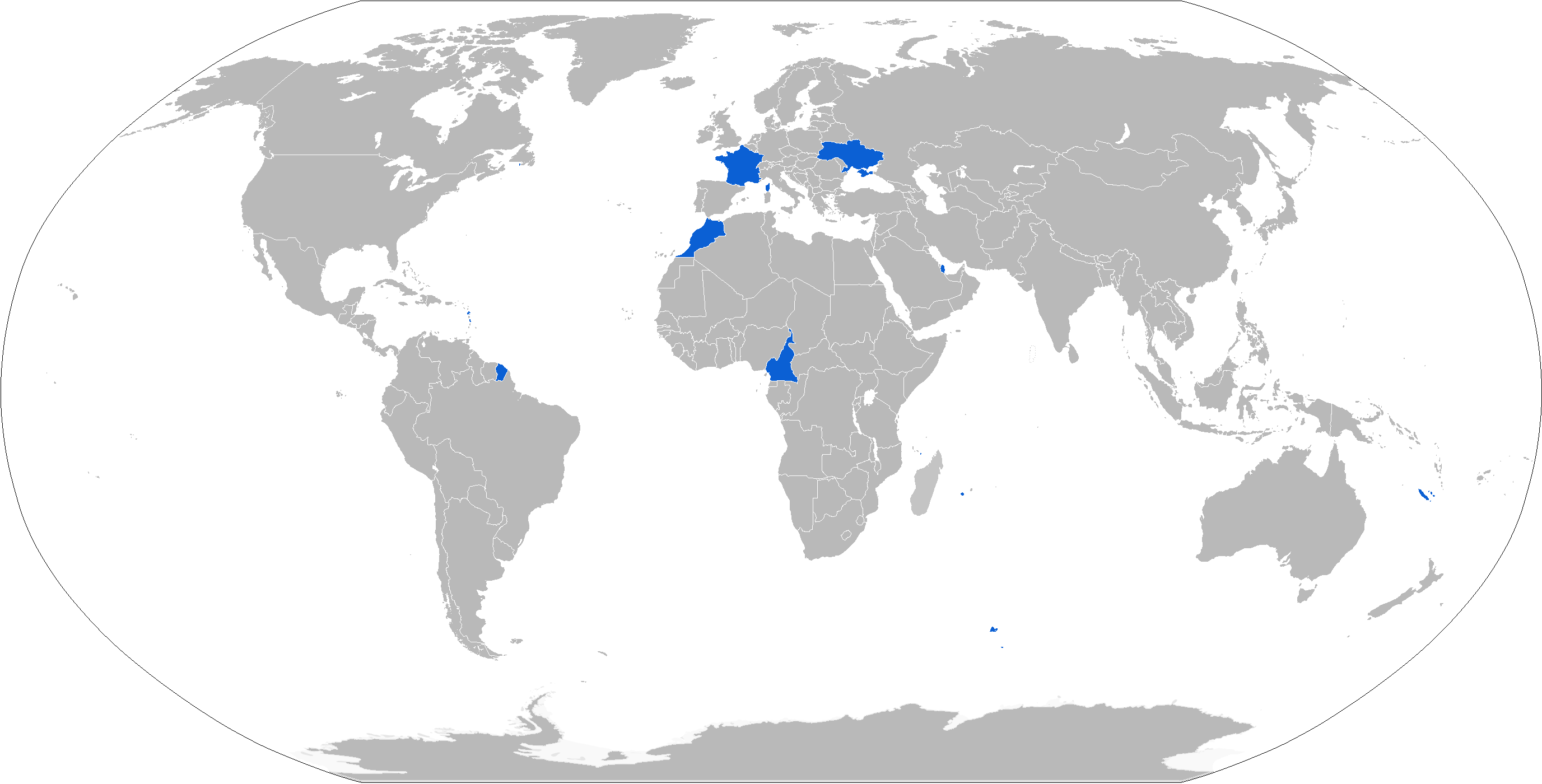
Mapa de los usuarios del AMX 10 RC (en azul).

### Actuales
- Camerún: 6.[11]
- Catar: 12.[12]
- Francia: 248.[13]
- Marruecos: 198.[12]
- Rusia: En el contexto de la contraofensiva del este y del sur de Ucrania de 2023, el ejército ruso logró observar uno de estos tanques abandonados, posteriormente se vería como el tanque era inspeccionado en la misma zona de su captura. Durante la exposición "Army-2023", en la sección donde se exhibía el material militar capturado a Ucrania, se veía uno de estos tanques.
- Ucrania: El 4 de enero de 2023, el presidente de Francia Emmanuel Macron anunció que algunos AMX-10 RC serían entregados a Ucrania para defenderse de la invasión rusa. No se especificaron fecha o cantidades.[14] En febrero de 2023 recibió 14 de un lote de 40.[15][16]